# Becquerelia divaricata
Becquerelia divaricata är en halvgräsart som först beskrevs av Christian Gottfried Daniel Nees von Esenbeck, och fick sitt nu gällande namn av Eduard Palla. Becquerelia divaricata ingår i släktet Becquerelia och familjen halvgräs. Inga underarter finns listade i Catalogue of Life.